# Баба Анујка (књига)
Баба Анујка: банатска вештица: први серијски убица у Србији је документарна књига професора Шимона А. Ђарматија (1952)  објављена 2021. године. Књигу је објавила издавачка кућа "Лагуна" из Београда.

## О аутору
Шимон А. Ђармати је рођен 1952. године у Зрењанину. Ђармати је професор хемичар у пензији и ренутно живи и ствара у Београду. Аутор је и коаутор многих универзитетских уџбеника, монографија, научних и стручних радова, фељтона...
Сем књига за одрасле, пише и за децу.

## О књизи
Књига је настала као резултат ауторовог вишегодишњег истраживања. Грађу за књигу Ђармати је налазио у Историјском архиву Панчева, домаћим и страним новинама које су писале о раду баба Анујке.
Књига је прича о Ани Деи, или како је запамћена као баба Анујка из Владимироваца. Пореклом Румунка баба Анујка (1838—1938) је дошла у Петрово село, данас Владимировац, општина Алибунар, почетком 19. века. Баба Анујка је била тровачица по занимању. Код ње су долазили људи који су желели да реше свој проблем тако што би уклонили особу која им задаје недаће. Баба Анујка би направила ефикасан напитак на основу информације о здрављу и телесним карактеристикама жртве. Она је чак тврдила да помаже људима који су се нашли у невољи. Сматра се да је Баба Анујка отровала око педесет људи. Неки сматрају да је тај број и већи и да прелази 100. 
Баба Анујка је имала "агенткињу" Љубину Миланов која је била задужена да пролази кроз село и ослушкује где и код кога постоје проблеми које би баба Анујка могла да реши. Баба Анујка би давала "бајану водицу" и тако се решавала особе која је проблем. Глас би се проносио Банатом до најудаљенијих крајева те су код бабе Анујке долазили по помоћ. Претпоставља се да ју је њена агенткиња Љубина пријавила анонимним писмом. Баби Анујки је суђено и осуђена је на 15 година робије. Пуштена је на слободу 1936. године, а умрла две године касније.

## Филм о баба Анујки
У плану је снимање филма о Баби Анујки. Редитељ из Панчева Иван Ракиџић потписује режију филма. Две године сакупљао је грађу и радио на сценарију.